# Astiria rosea
Astiria rosea är en malvaväxtart som beskrevs av John Lindley. Astiria rosea ingår i släktet Astiria och familjen malvaväxter. Inga underarter finns listade i Catalogue of Life.